# Andrenosoma cyrtoxys
Andrenosoma cyrtoxys là một loài ruồi trong họ Asilidae. Andrenosoma cyrtoxys được Séguy miêu tả năm 1952. Loài này phân bố ở vùng Cổ Bắc giới.